# Paul Magnus
Paul Wilhelm Magnus, född den 29 februari 1844 i Berlin, död där den 13 mars 1914, var en tysk botaniker. 
År 1880 blev Magnus professor i botanik vid Berlins universitet. Hans studier har huvudsakligen handlat om missbildninger och mykologiska ämnen, särskilt rostsvamparna. Magnus mest betydande icke-mykologiska arbeten är Beiträge zur Kenntniss der Gattung Najas (1870, med 8 tavlor) samt Zur Morphologie der Spacelarieen (Festschrift der Gesellschaft naturforschende Freunde, 1873, 4 tavlor). Bland hans talrika mykologiska arbeten märks det stora floraverket: Die Pilze (1905) i Dalla Torres och Sarntheins Flora von Tirol, Vorarlberg und Liechtenstein. I övrigt består hans produktion av en nästan oräknelig mängd mindre uppsatser, spridda i många tidskrifter. Saccardo uppkallade en säcksporig svamp av familjen Aspergillacae efter honom (Magnusia).